# José Lázaro Robles
José Lázaro Robles, conegut com a Pinga, (11 de febrer de 1924 - 7 de maig de 1996) fou un futbolista brasiler.

## Selecció del Brasil
Va formar part de l'equip brasiler a la Copa del Món de 1954.